# Мичилов, Шамиль Магомедтагирович
Шамиль Магомедтагирович Мичилов (11 августа 1992 года) — российский боец смешанных боевых искусств, представитель лёгкой весовой категории. Выступает на профессиональном уровне с 2014 года, известен по участию в турнирах престижной российской бойцовской организации AMC Fight Nights.

## Спортивные достижения
- Чемпионат мира по ММА — ;
- Кубок мира по ММА — ;
- Чемпионат мира по панкратиону — ;
- Чемпионат Дагестана по боевому самбо — ;
- Мастер спорта международного класса по панкратиону[1][2].

## Статистика ММА
| Боёв 6          | Побед 5 | Поражений 1 |
| --------------- | ------- | ----------- |
| Нокаутом        | 3       | 1           |
| Сдачей          | 2       | 0           |
| Решением        | 0       | 0           |
| Ничьи           | 0       | 0           |
| Не состоявшихся | 0       | 0           |

| Результат | Рекорд | Соперник           | Способ                          | Турнир                                            | Дата             | Раунд | Время | Место | Примечание  |
| --------- | ------ | ------------------ | ------------------------------- | ------------------------------------------------- | ---------------- | ----- | ----- | ----- | ----------- |
| Поражение | 5-1    | Магомед Сулумов    | Нокаутом (удар)                 | AMC Fight Nights Сочи: Корешков - Родригес        | 16 октября 2021  | 2     | 1:30  |       |             |
| Победа    | 5-0    | Руслан Хуболов     | Решением (единогласным)         | AMC Fight Nights Сочи: Корешков - Родригес        | 23 февраля 2021  | 1     | 1:55  |       |             |
| Победа    | 4-0    | Рамазон Хафиззода  | Сабмишном (удушение гильотиной) | Fight Nights Global 98: Амиров - Бикрев           | 25 сентября 2020 | 1     | 0:51  |       |             |
| Победа    | 3-0    | Али Махро Бахтиари | Техническим нокаутом (удары)    | FNG Fight Nights Global 74                        | 29 сентября 2017 | 1     | 1:31  |       |             |
| Победа    | 2-0    | Сергей Плесовских  | Нокаутом (удар)                 | JFL 19 Junior Fighting League 19                  | 16 февраля 2019  | 1     | 3:33  |       |             |
| Победа    | 1-0    | Макка Маккаев      | Техническим нокаутом (удары)    | Severo-Kavkazsky Federal Okrug SKFO Championships | 30 августа 2014  | 1     | 1:20  |       | Дебют в ММА |